# Tuohtiainen
Tuohtiainen är en sjö i Finland. Den ligger i kommunen Luumäki i landskapet Södra Karelen, i den södra delen av landet, 160 km nordost om huvudstaden Helsingfors. Tuohtiainen ligger 74,9 meter över havet. Den är 15,47 meter djup. Arean är 4,68 kvadratkilometer och strandlinjen är 32,45 kilometer lång. Sjön  ingår i Kymmene älvs huvudavrinningsområde.   I omgivningarna runt Tuohtiainen växer i huvudsak blandskog. Den sträcker sig 4,3 kilometer i nord-sydlig riktning, och 3,7 kilometer i öst-västlig riktning.
I övrigt finns följande vid Tuohtiainen:
- Hiijärvi (en sjö)